# (132) Éthra
Pour les articles homonymes, voir Éthra.
(132) Éthra (parfois écrit Æthra ; désignation internationale (132) Aethra) est un astéroïde de la ceinture principale aréocroiseur découvert par James Craig Watson le 13 juin 1873.

## Compléments